# Pedicularia decussata
Pedicularia decussata is een slakkensoort uit de familie van de Pediculariidae. De wetenschappelijke naam van de soort is voor het eerst geldig gepubliceerd in 1855 door Gould.